# 越路吹雪物語
『越路吹雪物語』（こしじふぶきものがたり）は、2018年1月8日から3月30日まで、テレビ朝日系『帯ドラマ劇場』枠（第1期、毎週月曜 - 金曜12時30分 - 12時50分）にて放送された、同枠第3作（第1期最終作）となる帯ドラマ。全59回。
女優・越路吹雪の半生とその家族の物語を、龍居由佳里の脚本、越路の青春期を瀧本美織、絶頂期を大地真央の主演で描く。
製作はテレビ朝日とMMJ。『帯ドラマ劇場』枠の前2作はいずれもテレビ朝日の単独制作（第1作は国際放映が請け負っているが制作協力の名義で著作権を持っていない）だったが、今作は本枠では唯一の外部プロダクションとの共同制作となった。
本作をもって『帯ドラマ劇場』は第1期を終了し、同枠は2018年4月2日から2019年4月5日までの約1年間休止となり、同枠第2期は2019年4月8日から開始。その第1作は『やすらぎの刻〜道』（ - 2020年3月27日）である。

## あらすじ
越路吹雪、岩谷時子を主軸に
様々な人々とのエピソード、子供時代、、宝塚時代、退団後の活動などが、描かれるドラマ。
越路吹雪を演じる2人による(大地真央・瀧本美織)越路の楽曲の歌唱シーン、ダンスシーンなども、ちりばめられている。

## 登場人物

### 越路吹雪の家族
内藤（河野）美保子（ないとう（こうの） みほこ）
演 - 少女期：岩淵心咲→青年期：瀧本美織→絶頂期：大地真央
主人公。天真爛漫で勉強は苦手だが歌うことは大好き。父に勧められ宝塚音楽学校に入学、落第の危機に瀕しながらも卒業、初舞台を踏む。芸名は越路吹雪。ピアニストの内藤法美と結婚。愛称の「コーちゃん」は、（芸名の越路ではなく）旧姓の河野から。
内藤 法美（ないとう つねみ）
演 - 青年期：長谷川純 →絶頂期：吉田栄作
元は越路吹雪のリサイタルでのピアノや編曲を担当していたがそのうちに、愛が芽生え、美保子と結婚。

#### 河野家
河野 益代（こうの ますよ）
演 - 濱田マリ
美保子の母。癌のため、越路吹雪のリサイタル中に亡くなる。
河野 友孝（こうの ともたか）
演 - 尾美としのり
美保子の父。美保子の芸名「越路吹雪」を考案する。その後、末期の胃癌を宣告されるが、美保子とは笑顔のまま別れたいという願いで、それを最後まで美保子に隠し、「見てるよ、いつだって、美保子のこと」という言葉を残して息を引き取る。
河野 真佐子（こうの まさこ）
演 - 渡邉このみ
美保子の姉。
河野 優作（こうの ゆうさく）
演 - 田辺レオ
美保子の弟。
河野 智子（こうの ともこ）
演 - 遠藤希子
美保子の妹。

### 岩谷家
岩谷 時子（いわたに ときこ）
演 - 青年期：木南晴夏→絶頂期：市毛良枝
物静かな文学少女。宝塚歌劇の機関誌「歌劇」にたびたび投稿が採用され、「歌劇」編集部に就職。音楽学校入学試験時に美保子と出会う。以来、越路から「お時さん」と呼ばれ、生涯にわたり彼女のマネージャーを務め、越路の良き相談相手となる。
岩谷 雄三（いわたに ゆうぞう）
演 - 佐戸井けん太
時子の父。病床から時子を温かく見守る。心臓が悪く、最後は秋子と時子に見守られながら静かに息を引き取る。
岩谷 秋子（いわたに あきこ）
演 - 原日出子
時子の母。時子と連れ立ってたびたび宝塚歌劇を観に行く宝塚ファン。時子の中年期からは認知症にかかり、夜中徘徊して大怪我をする。その怪我はほどなく治るが、認知症は相変わらず。

### 新潟時代
村上 静（むらかみ しず）
演 - 宮崎美子
新潟転勤に伴って美保子と父・友孝が2人で身を寄せた、下宿の主。
片桐 八重子（かたぎり やえこ）
演 - 市川由衣
美保子の新潟の小学校時代の親友。父が熊に襲われて命を落とし、家族を養うため出稼ぎに出たのち、満州に嫁ぐ。
武藤 大介（むとう だいすけ）
演 - 加治将樹
美保子の小学校時代のガキ大将。美保子が父に買ってもらったブローチを投げ捨て、芸名の遠因をつくる。後に上京するが、徴兵猶予廃止で学徒出陣した。
時田（ときた）
演 - 遠山俊也
小学校時代の担任。

### 宝塚歌劇団時代

#### 宝塚歌劇団団員（生徒）
高城 幸子（たかぎ ゆきこ）
演 - 音月桂
美保子の先輩で宝塚歌劇団のトップスター。芸名は天代麗（たかよ　れい）。愛称はタカちゃん。美保子を気に入って自宅に招待する。
加治 信子（かじ のぶこ）
演 - 咲妃みゆ
美保子の同期生。愛称はオカジ。芸名は乙羽信子。音楽歌劇学校時代から美保子の親友。
旭爪 明子（ひのつめ あきこ）
演 - 早織
美保子の同期生。愛称はツメ。芸名は月丘夢路。音楽歌劇学校時代から美保子の親友。
松尾 セツ（まつお せつ）
演 - 中川知香
美保子の同期生。愛称はセッちゃん。劇団の寮で美保子と同室になる。
中川 慶子（なかがわ けいこ）
演 - 花乃まりあ
美保子の2期下の後輩。愛称はおけいちゃん。芸名は淡島千景。入団前から注目の「三羽ガラス」の1人。
森山 淑子（もりやま よしこ）
演 - 七木奏音
美保子の2期下の後輩。愛称はヨッタン。芸名は久慈あさみ。「三羽ガラス」の1人。
上野 悠子（うえの ゆうこ）
演 - 田中珠里
美保子の2期下の後輩。愛称はユーコさん。芸名は南悠子。「三羽ガラス」の1人。

#### 宝塚音楽歌劇学校スタッフ
伊藤 登（いとう のぼる）
演 - 中村俊介
声楽教師。美保子の歌唱の実力を高く評価している。
近江 丈一郎（おうみ じょういちろう）
演 - 篠井英介
日本舞踊教師。日舞が苦手な美保子に徹底した指導を行う。
荒井 蕗乃（あらい ふきの）
演 - 月船さらら
ダンス教師。バレエが苦手な美保子に呆れながらも見捨てず指導を行う。

#### 宝塚歌劇団スタッフ
大塚 弥一（おおつか やいち）
演 - 宇梶剛士
教務責任者。
庄司 義男（しょうじ よしお）
演 - 駿河太郎
作家。
田宮 守（たみや まもる）
演 - 山口翔悟
演出家。

#### 『歌劇』編集部
内田 信人（うちだ のぶひと）
演 - 河西健司
宝塚歌劇団の出版部長。
平山 文章（ひらやま ふみあき）
演 - 飯田基祐
『歌劇』の編集長。
森 継男（もり つぐお）
演 - 崎本大海
『歌劇』の編集部員。

### 女優・歌手時代
藤本真澄（ふじもと さねずみ）
演 - デビット伊東
越路が宝塚を退団後に所属したプロダクションの社長で、映画プロデューサーも兼ねている。
雨宮すず子（あまみや すずこ）
演 - 池津祥子
佐倉監督
演 - 小林博
真木小太郎（まき こたろう）
演 - 長谷川朝晴
松岡功（まつおか いさお）
演 - 榎木孝明
東宝取締役社長。
前田 孝臣（まえだ たかおみ）
演 - 大内厚雄
東宝部長。
竹内 透（たけうち とおる）
演 - 中野剛
新聞記者。
尾崎敏雄（おざき としお）
演 - 上杉祥三
満州で八重子と結婚した夫。
田畑和子（たばた かずこ）
演 - 三倉佳奈
美保子のお手伝い。
石橋光子（いしばし みつこ）
演 - 西丸優子
須崎善郎（すざき よしろう）
演 - 菊池均也
杉尾祐介（すぎお ゆうすけ）
演 - 羽場裕一
美保子の主治医。
加山雄三（かやま ゆうぞう）
演 - 石黒英雄
君といつまでもがヒットした歌手。
浅利慶太（あさり けいた）
演 - 近江谷太朗
「劇団四季」代表。演出家。
美川憲一（みかわ けんいち）
演 - 本人
歌手。越路と紅白歌合戦で共演経験を持つ。
宇野重吉（うの じゅうきち）
演 - 山本學
出演舞台「古風なコメディ」演出家。

## スタッフ
- 脚本 - 龍居由佳里
- 音楽 - 森英治
- 音楽プロデュース - S.E.N.S. Company
- ナレーション - 真矢ミキ
- チーフプロデューサー - 五十嵐文郎（テレビ朝日）
- プロデューサー - 藤本一彦（テレビ朝日）、布施等（MMJ）
- 演出 - 藤田明二（テレビ朝日）、今井和久（MMJ）ほか
- 制作- テレビ朝日、MMJ

## 主題歌
本作では1つの曲をドラマ全編ではなく、週替わりで越路吹雪が歌ったシャンソンの名曲を、越路の絶頂期、青年期をそれぞれ演じる大地と瀧本が6曲ずつ週替わりで歌う。2018年3月7日には、この12曲を集めたアルバムが、ユニバーサルミュージックより発売。大地と瀧本が同じ楽曲を歌う4曲(計8曲)、この2人のみが歌うそれぞれ2曲(計4曲)の合計12曲で構成されている
| 週     | 曲                 | 歌       |
| ------ | ------------------ | -------- |
| 第1週  | すみれの花咲く頃   | 瀧本美織 |
| 第2週  | サン・トワ・マミー | 大地真央 |
| 第3週  | 幸福を売る男       | 瀧本美織 |
| 第4週  | ラストダンスは私に | 大地真央 |
| 第5週  | ろくでなし         | 瀧本美織 |
| 第6週  | 誰もいない海       | 大地真央 |
| 第7週  | サン・トワ・マミー | 瀧本美織 |
| 第8週  | 愛の幕切れ         | 大地真央 |
| 第9週  | 愛の讃歌           | 瀧本美織 |
| 第10週 | ろくでなし         | 大地真央 |
| 第11週 | ラストダンスは私に | 瀧本美織 |
| 第12週 | 愛の讃歌           | 大地真央 |

備考
他番組出演
NHK歌番組
うたコンに出演
大地真央と瀧本美織が
越路吹雪メドレーなどを歌唱。
放送日
2018年5月11日

## 放送日程
- 放送期間は制作局のテレビ朝日基準。

| 週     | 放送回      | 放送期間                | 演出     |
| ------ | ----------- | ----------------------- | -------- |
| 第01週 | 第01 - 05話 | 1月08日 - 1月12日       | 藤田明二 |
| 第02週 | 第06 - 10話 | 1月15日 - 1月19日       | 藤田明二 |
| 第03週 | 第11 - 15話 | 1月22日 - 1月26日       | 今井和久 |
| 第04週 | 第16 - 20話 | 1月29日 - 2月02日       | 今井和久 |
| 第05週 | 第21 - 25話 | 2月05日 - 2月09日       | 藤田明二 |
| 第06週 | 第26 - 30話 | 2月12日 - 2月16日       | 藤田明二 |
| 第07週 | 第31 - 34話 | 2月19日 - 2月22日（木） | 大塚徹   |
| 第08週 | 第35 - 39話 | 2月26日 - 3月02日       | 今井和久 |
| 第09週 | 第40 - 44話 | 3月05日 - 3月09日       | 藤田明二 |
| 第10週 | 第45 - 49話 | 3月12日 - 3月16日       | 今井和久 |
| 第11週 | 第50 - 54話 | 3月19日 - 3月23日       | 鎌田敏明 |
| 最終週 | 第55 - 59話 | 3月26日 - 3月30日       | 藤田明二 |